# Alvin und die Chipmunks (Fernsehserie, 1983–1990)
Alvin und die Chipmunks (Originaltitel: Alvin and the Chipmunks) ist eine US-amerikanische Zeichentrickserie, die 1983 bis 1987 von Ruby-Spears Enterprises, 1988 von Murakami-Wolf-Swenson und 1988 bis 1990 von DIC Enterprises produziert wurde.
Die Serie wurde in den USA von 1983 bis 1990 auf NBC ausgestrahlt und versteht sich als eine Fortsetzung der Serie The Alvin Show, die 1961 bis 1962 ausgestrahlt wurde.
1987 erschien mit Alwin und die Weltenbummler ein auf der Serie basierender Spielfilm.
Jede Episode der letzten Staffel, im Original als The Chipmunks Go to the Movies, persifliert verschiedene bekannte Filme, wie King Kong oder Zurück in die Zukunft. 1990 erschien ein weiterer Film, der neben den Chipmunks mit bekannten Figuren wie Bugs Bunny oder Miss Piggy aufwartet. Handlungsgegenstand war der Schutz Minderjähriger vor Drogenkonsum, der Titel des Zeichentrickfilms lautet daher Comic-Stars gegen Drogen.

## Figuren
Die Chipmunks
- Alvin Seville: Alvin, der älteste Bruder und Anführer der Chipmunks, ist der talentierte Unruhestifter und Anführer der Gruppe. Er neigt dazu, Chaos zu verursachen, aber in seinem Kern ist er tatsächlich süß und goldherzig.[4]
- Simon Seville: Der mittlere und größte Bruder, Simon, ist der intelligente Realist und der Verantwortlichste der Gruppe.[4]
- Theodore Seville: Theodore, der jüngste Bruder der Gruppe, ist der sensible und liebenswerte der Gruppe.[4]

Die Chipettes
- Brittany Miller: Die älteste Schwester, Brittany, ist Alvins Gegenstück. Sie ist genauso eitel und egoistisch wie Alvin, aber wie er kümmert sie sich wirklich um andere.
- Jeanette Miller: Die mittlere und größte Schwester, Jeanette, ist Simons Gegenstück. Im Gegensatz zu Simon, der sich gegen Alvin behaupten kann, kann sie sich jedoch nicht so leicht gegen die Brittany behaupten. Sie ist auch sehr schlau, was sie mit Simon gemeinsam hat. Sie ist jedoch sehr schüchtern und ungeschickt.
- Eleanor Miller: Die jüngste Schwester, Eleanor, ist Theodores Gegenstück. Sie teilt seine Liebe zum Essen und Kochen, aber sie ist sportlicher, intelligenter und steht eher der Brittany gegenüber als Theodore Alvin.

David (Dave) Seville
Der Adoptivvater der Chipmunks, der Vormund, Songwriter und Manager der Chipettes. Daves Geduld wird fast jeden Tag von Alvin auf die Probe gestellt, normalerweise bis zu dem Punkt, an dem er sein Markenzeichen „ALVINNN !!!“ schreit. Manchmal ist er auch frustriert über Simon und Theodore, da Alvin sie oft in Unfug versetzt, aber trotz allem das, er liebt alle seine Jungen gleichermaßen.
Miss Beatrice Miller
Die freundliche, geistesabwesende Adoptivmutter der Chipettes.
Cookie Chomper III
Das erste Haustier der Chipmunks, Cookie Chomper III, war ein streunendes Kätzchen, das eines Nachts seinen Weg in die Residenz von Sevilla fand, während Dave spät arbeitete. Eine Zeit lang hielten ihn die Chipmunks vor Dave geheim, bis das Kätzchen seine Anwesenheit bekannt machte. Dave erlaubte ihnen, Cookie Chomper III zu behalten, und er wurde ihr Haustier. Aber eines Abends ging Cookie Chomper durch ein offenes Fenster im Schlafzimmer der Chipmunks, wurde dann von einem Auto angefahren und getötet. Die Chipmunks trauerten alle, aber Alvin war am meisten verletzt und gab sich selbst die Schuld. Dave versicherte den Jungs, dass es nicht ihre Schuld war und half ihnen, sich an die glücklichen Zeiten zu erinnern, die sie mit Cookie Chomper III hatten.
Lilly
Der Welpe der Chipmunks, den sie nach dem Tod ihres ursprünglichen Haustieres, Cookie Chomper III, aus dem Tierheim adoptiert haben.
Vinny
Die leibliche Mutter der Chipmunks (ursprünglich von June Foray, dann von Janice Karman). Die Chipmunks finden nach Tagen der Suche ihre längst verlorene Mutter. Alvin ist verärgert, weil er nicht versteht, warum sie sie verlassen hat. Ihre Mutter erklärt, dass in dem Jahr, in dem sie sie verlassen hat, ein schrecklicher Winter war und alle Tiere im Wald gezwungen waren, ihre Häuser zu verlassen. Sie erkannte, dass sie die Reise nicht überleben würden, wenn sie sie mitbringen würde, und beschloss, sie einem netten Mann zu überlassen, der immer freundlich zu den Waldtieren war (Dave). Sie sagte ihnen, als der Frühling kam und sie endlich zurückkehren konnte, um sie zu holen, sah sie, wie glücklich sie mit Dave waren und dachte, dass sie mit ihm besser dran wären. Schließlich vergibt Alvin seiner Mutter. Sie kehren zu Dave zurück, aber die Brüder stimmen zu, mit ihrer Mutter in Kontakt zu bleiben. In einer späteren Folge streiten sie und Dave darüber, wie sie die Jungs erziehen sollen. Schließlich machen sie wieder gut.